# Braque d’Auvergne
Die Braque d’Auvergne ist eine von der FCI anerkannte Hunderasse aus Frankreich (FCI-Gruppe 7, Sektion 1.1, Standard Nr. 180).

## Herkunft und Geschichte
Die Braque d´Auvergne entstand vor etwa 200 Jahren in der namensgebenden Landschaft. Sie ist eine der vielen in Frankreich entstandenen Jagdhundrassen und ein typischer Vorstehhund mit getüpfeltem Fell.

## Beschreibung
Der bis zu  63 cm große Hund ist schwarz mit unterschiedlich großer, weißer Scheckung. Der Kopf ist dunkel abgesetzt mit Schlappohren, die nach vorne gelegt etwa bis zur Nase reichen. Das Fell ist kurz und getüpfelt, es kann aber auch gräulich sein. Er ist von kräftiger Statur, aber trotzdem ein eleganter Läufer, kein Sprinter, sondern für die Langstrecke geboren. Während er in Frankreich nicht selten ist, ist er außerhalb kaum bekannt.

## Wesen
Bei der Jagd ein echter Allrounder, wird er auf Niederwild eingesetzt. Dabei zeigt er als Vorstehhund Qualitäten, ebenso beim Apportieren. Bei ausreichender Beschäftigung ist er ein guter Familienhund.